# Stainzerbahn
| Stainzer „Flascherlzug“ im Bahnhof Stainz |                         |                                   |                                   |
| |                         |                                   |                                   |
| Streckenlänge: | 11,3 km                 |                                   |                                   |
| Spurweite: | 760 mm (Bosnische Spur) |                                   |                                   |
| |                         |                                   |                                   |
| \| \| 0,0 \| Preding-Wieselsdorf \| 287 m ü. A. \| \| \| \| Anschluss an die Wieserbahn (GKB) \| \| \| \| 0,5 \| Durchlass Oisnitz \| Durchlass Oisnitz \| \| \| 0,7 \| Wohlsdorf \| Endhaltestelle 1981–1999 \| \| \| 0,8 \| Stainzbach \| Stainzbach \| \| \| 5,1 \| Kraubath \| Kraubath \| \| \| 7,3 \| Neudorf \| Neudorf \| \| \| 8,5 \| Herbersdorf \| Herbersdorf \| \| \| 11,1 \| Langwiesenbach \| Langwiesenbach \| \| \| 11,3 \| Stainz \| 325 m ü. A. \| |                         |                                   |                                   |
| Kopfbahnhof Streckenanfang | 0,0                     | Preding-Wieselsdorf               | 287 m ü. A.                       |
| Strecke |                         | Anschluss an die Wieserbahn (GKB) | Anschluss an die Wieserbahn (GKB) |
| Brücke über Wasserlauf | 0,5                     | Durchlass Oisnitz                 | Durchlass Oisnitz                 |
| ehemaliger Haltepunkt / Haltestelle | 0,7                     | Wohlsdorf                         | Endhaltestelle 1981–1999          |
| Brücke über Wasserlauf | 0,8                     | Stainzbach                        | Stainzbach                        |
| Haltepunkt / Haltestelle | 5,1                     | Kraubath                          | Kraubath                          |
| Haltepunkt / Haltestelle | 7,3                     | Neudorf                           | Neudorf                           |
| Haltepunkt / Haltestelle | 8,5                     | Herbersdorf                       | Herbersdorf                       |
| Brücke über Wasserlauf | 11,1                    | Langwiesenbach                    | Langwiesenbach                    |
| Kopfbahnhof Streckenende | 11,3                    | Stainz                            | 325 m ü. A.                       |

Die Stainzerbahn oder Lokalbahn Preding-Wieselsdorf–Stainz ist eine Schmalspurbahn in der Weststeiermark. Die ehemalige Strecke der Steiermärkischen Landesbahnen wurde nach ihrer Einstellung von der Marktgemeinde Stainz übernommen und wird seitdem als Touristikbahn „Stainzer Flascherlzug“ betrieben.

## Geschichte
Mit der Konzession des Jahres 1871 zum Bau der Wieserbahn war für die Graz-Köflacher Eisenbahn- und Bergbaugesellschaft auch die Berechtigung verbunden, eine normalspurige Zweiglinie nach Stainz zu errichten. Davon wurde nicht Gebrauch gemacht, die erwartete jährliche Frachtmenge bzw. deren Ertrag wurde nicht erreicht: Die Linie wäre nur bei einem voraussichtlichen Transportvolumen von 100.000 Tonnen zu errichten gewesen (zwei Mio. damalige Zollzentner).
Andere Projekte, die Dampfstraßenbahnen im Verlauf der Landesstraße zwischen Stainz und Preding vorsahen, wurden ebenfalls nicht verwirklicht. Es war bei der Planung der Wieserbahn auch überlegt worden, diese Bahn direkt über Stainz zu führen, dies hätte allerdings zur Überquerung der Täler der Weststeiermark eine Reihe teurer Kunstbauten erfordert. Die Wieserbahn quert das Tal des Stainzbaches daher ungefähr elf Kilometer südöstlich von Stainz.

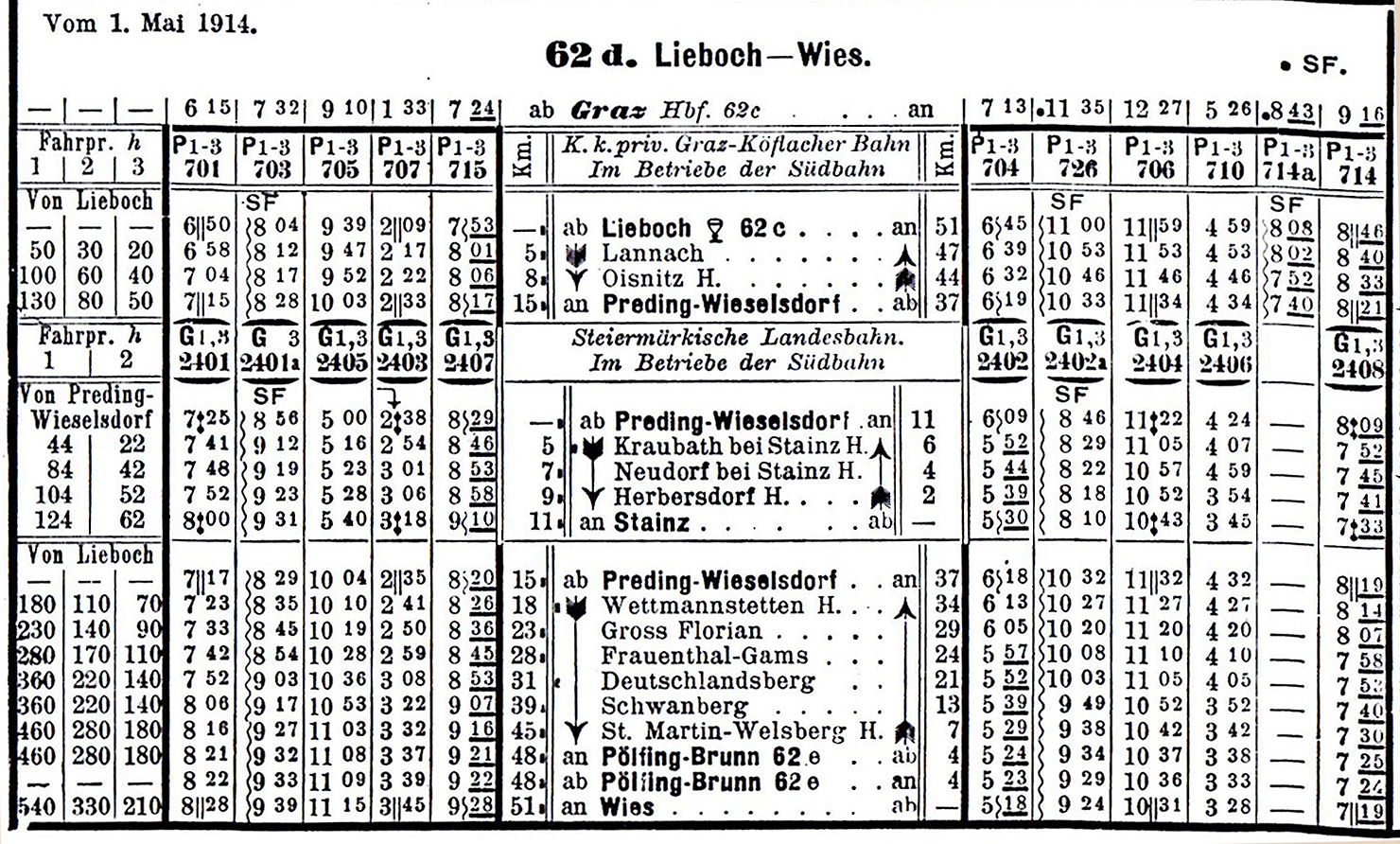
Der Fahrplan (Beispiel: Sommer 1914) war auf die Züge der Wieserbahn abgestimmt

1892 wurde eine neuerliche Konzession erteilt, diesmal zum Bau einer Lokalbahn.
Die Bauarbeiten begannen am 17. Juni 1892, die Eröffnung war am 26. November 1892. Für den Eröffnungszug wurden, wie zeitgenössische Bilder zeigen, mehr Personenwagen verwendet als die Stainzerbahn jemals besaß: Es wird angenommen, dass damals auch Wagen der einige Wochen später eröffneten Lokalbahn Pöltschach–Gonobitz in der Untersteiermark herangezogen wurden.
Die Bahn war die erste steirische Schmalspurbahn mit öffentlichem Verkehr und auch die erste Verbindung, auf der normalspurige Güterwagen aufgeschemelt auf Rollböcken transportiert wurden. Damit wurde die Marktgemeinde Stainz an das normalspurige Streckennetz der Graz-Köflacher Eisenbahn angeschlossen.
Die mangelnden wirtschaftlichen Erfolgsaussichten der Bahn führten zu massiven finanziellen Belastungen. Das Land Steiermark hatte zwar Finanzierungszusagen gegeben, diese waren aber mit der Bedingung verknüpft, auch Straßenverbindungen auszubauen und deren Erhaltung durch den Bezirk zu übernehmen. Der damalige Bezirksausschuss Stainz sah sich im März 1900 gezwungen, ein Schreiben zwecks Schuldenerlass an den Landtag zu richten.
1926 wurde eine Autobuslinie zwischen Stainz und Graz eröffnet. Die Konkurrenz des Straßenverkehrs auf der wesentlich kürzeren und direkten Straßenroute nach Graz (27 km statt 41 km mit der Bahn einschließlich einmaligem Umsteigen) und der Wegfall des größten Frachtkunden, der Stallhofer Zündwarenfabrik 1927 (nach anderer Quelle: 1930)
führte mit 1. Februar 1932 erstmals zur Stilllegung der Schmalspurbahn. Lokomotiven und Waggons wurden zur Lokalbahn Kapfenberg–Au-Seewiesen gebracht.
Auf Drängen der Marktgemeinde Stainz wurde ab 16. November 1933 (nach anderer Quelle mit 1. Februar 1933)
wieder ein beschränkt-öffentlicher Güterverkehr aufgenommen, ab 28. August 1941 der öffentliche Güterverkehr. Personenzüge wurden ab Februar 1945 wieder geführt, allerdings nur so lange, als die Autobuslinie nach Graz nicht wieder in vollem Umfang eingerichtet war. Dies war ab 1. Februar 1951
der Fall, der Personenverkehr wurde mit diesem Datum zum zweiten Mal, diesmal endgültig, eingestellt. Der Güterverkehr wurde bis 1980 geführt, als die Erneuerung des Vierschienengleises bei Preding-Wieselsdorf fällig wurde. Die verbliebene Frachtmenge – hauptsächlich landwirtschaftliche Produkte – rechtfertigte größere Investitionen nicht mehr, als größere Kunden waren nur mehr ein Obstverarbeitungsbetrieb (EGOS) in Stainz und eine Mühle in Herbersdorf verblieben. Auch mit dem Transport von Stainzerplatten und Holz konnte keine Kostendeckung erzielt werden. Zuletzt wurden Diesellokomotiven verwendet. Die ersten Exemplare dieser Lokomotiven waren aus Beständen der Heeresfeldbahn erworben worden.
Die Konzession für die Eisenbahnstrecke erlosch mit 1. November 1980. Die 120-Jahr-Feier des Bestandes der Stainzerbahn wurde am 26. November 2012 mit einer Sonderfahrt des „Flascherlzuges“ gefeiert.

## Strecke

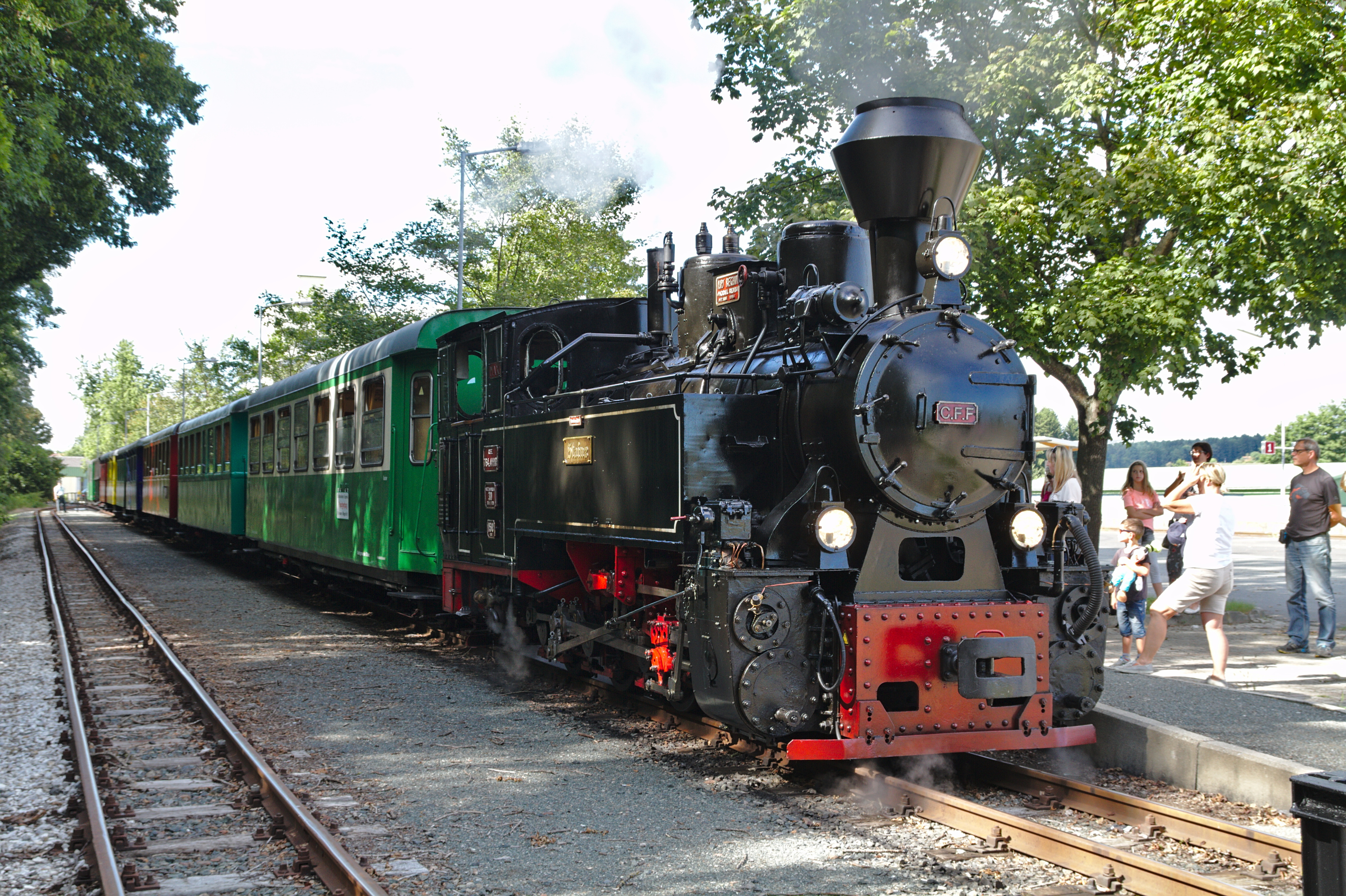
Der „Flascherlzug“ an der wieder aufgebauten Abfahrtstelle im Bahnhof Preding-Wieselsdorf der GKB (2016).

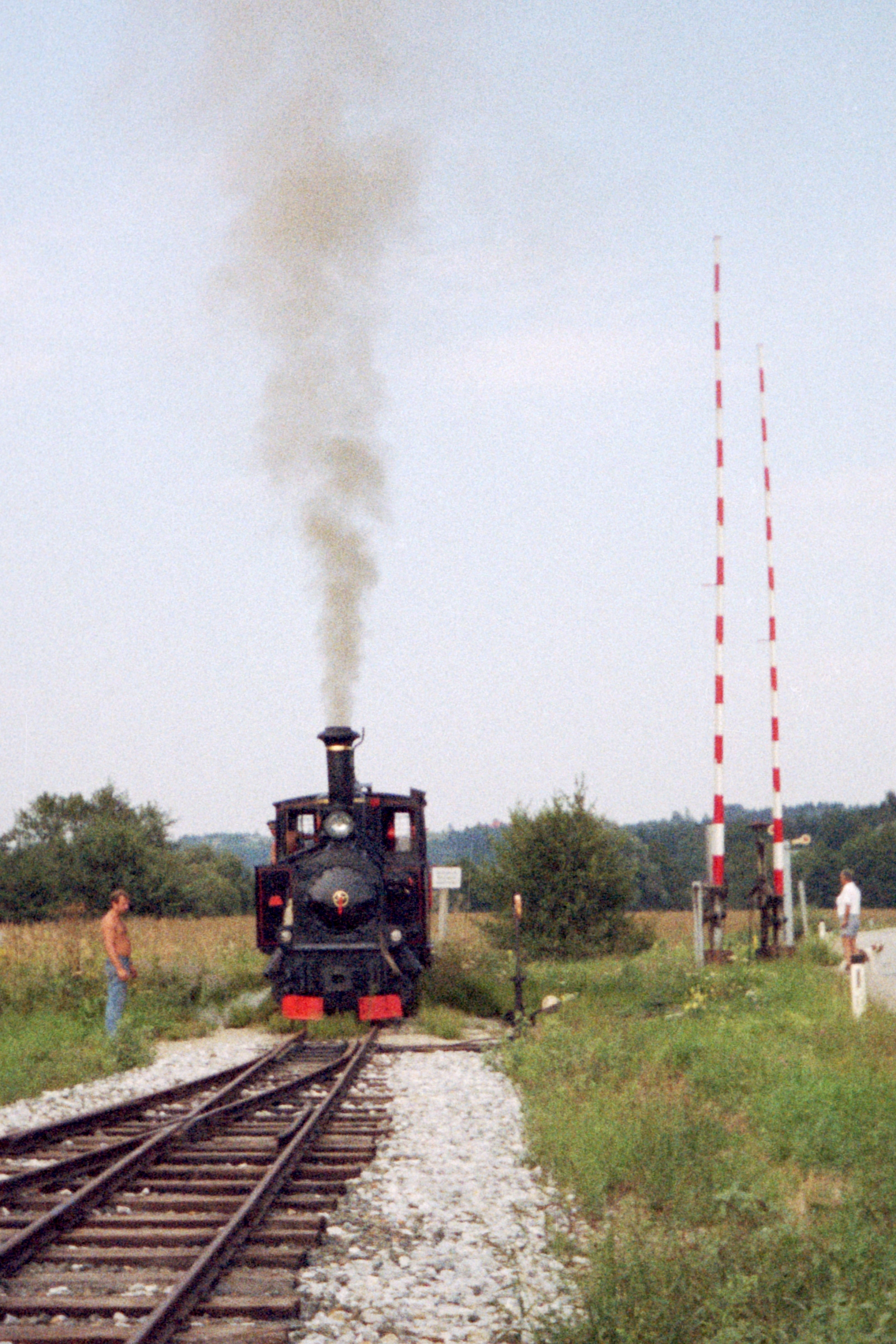
Umsetzen der Lokomotive S11 in der Endstelle Wohlsdorf, 1988.

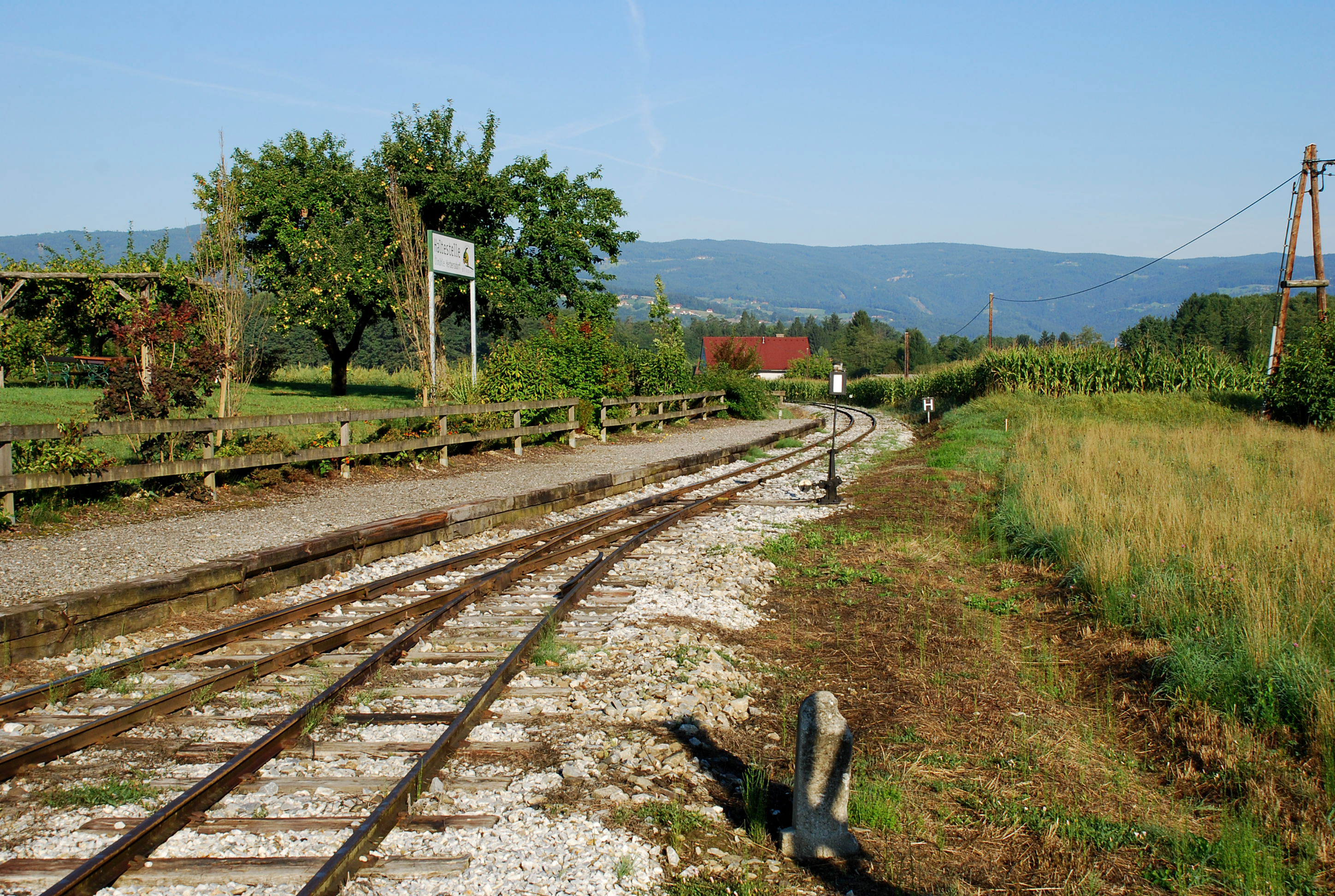
Haltestelle Herbersdorf mit Ladegleis.

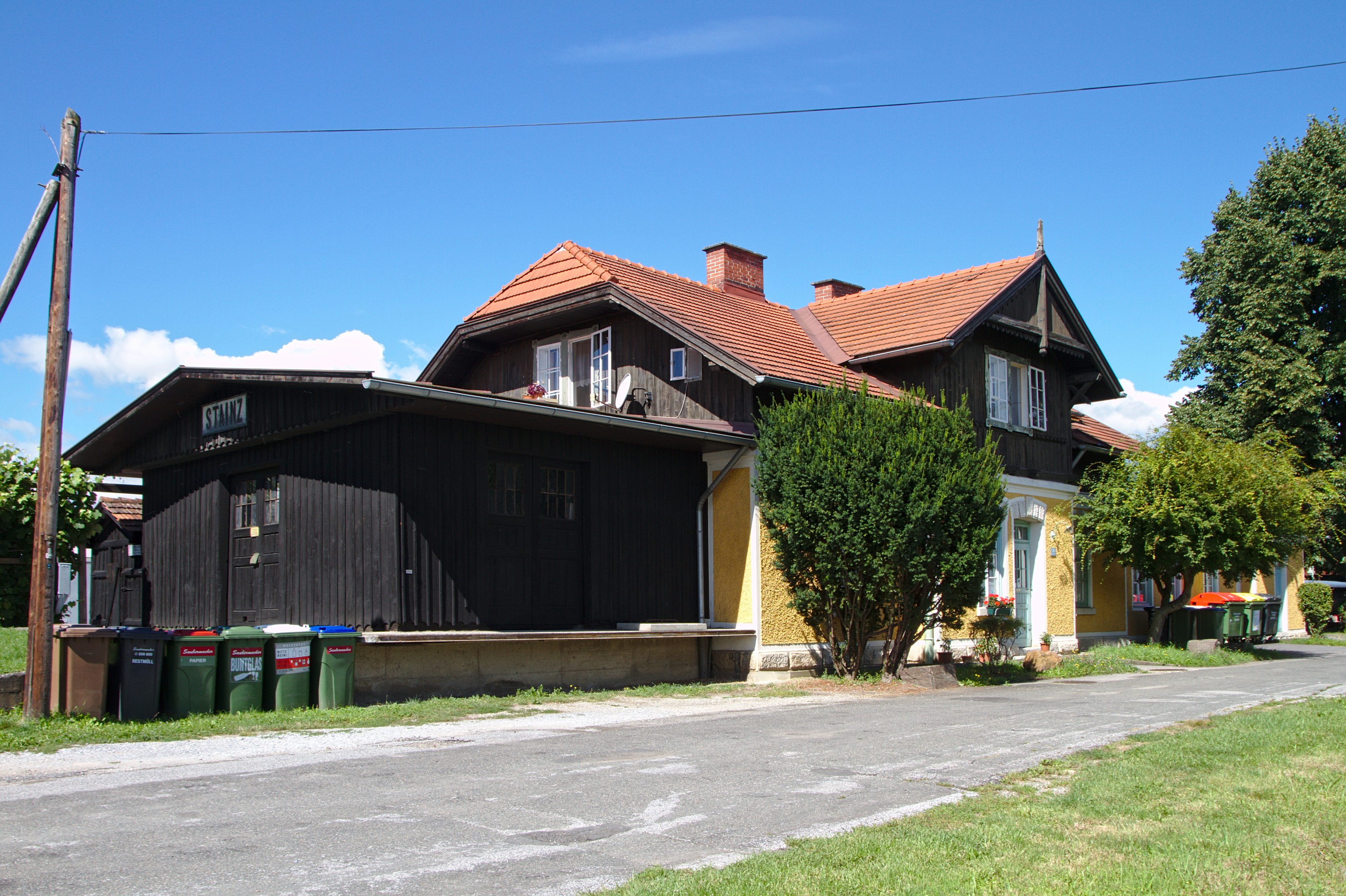
Das denkmalgeschützte Stainzer Bahnhofsgebäude mit Güterschuppen von der Straßenseite.

Die Strecke ist 11,5 km lang, einspurig mit einer Spurweite von 760 mm (sogenannte Bosnische Spur). Mit Nebengleisen wurden insgesamt 12,7 km Gleis verlegt. Ursprünglich wurden neun Meter lange Schienen verlegt (Gewicht 17,9 kp/m), es war ein Achsdruck von 6 t zulässig. Später wurde der zulässige Achsdruck auf 12 t erhöht. Ausschlaggebend für den Bau einer Schmalspurbahn waren finanzielle Überlegungen: Der Bau einer normalspurigen Bahn war um 90.000 Gulden teurer geschätzt worden. Die größte Steigung der Strecke liegt bei 10 ‰, der kleinste Bogenradius bei 100 m.
Die Strecke der Stainzerbahn beginnt im Bahnhof Preding-Wieselsdorf der Wieserbahn auf 287 m Seehöhe. In diesem Bahnhof befindet sich die Abfahrtsstelle im Zufahrtsbereich westlich des Bahnhofes, eigene Gebäude für die Stainzerbahn wurden dort nicht errichtet. Im südlichen Bahnhofsbereich wurden zwei Anlagen für die Umsetzung von Normalspurwaggons auf Rollböcke (Schemelgleise) gebaut. Im Süden des Bahnhofes mündete die Strecke bis 1980 in das Gleis der Wieserbahn: Auf 428 m benützten beide Bahnen ein gemeinsames Gleis, in dem zwischen den beiden Schienen für die Normalspur noch zwei weitere Schienen für die Schmalspur lagen (Vierschienengleis). Damit konnte die Stainzerbahn die Errichtung eines eigenen Bahnkörpers und einer Brücke über das Bett des damaligen Stainzbaches (heute, nach umfangreichen Flussregulierungen in den Jahren um 1960: Oisnitz) vermeiden. Das Vierschienengleis wurde 1980 abgetragen, danach endete die Strecke kurz vor der ehemaligen Einmündung in die Wieserbahn bei Wohlsdorf. Diese Haltestelle „Wohlsdorf“ war von 1980 bis 1999, bis zur Wiedererrichtung des fehlenden Streckenstücks, Endstation der Schmalspurbahn und ihrer touristischen Nutzung, der Flascherlzüge.
1999 wurde im Zuge der Sanierung der Wieserbahn in diesem Streckenteil parallel zur Wieserbahn ein selbstständiger Unterbau für die Stainzerbahn errichtet, auf dem die Strecke seither wieder zum Bahnhof Preding-Wieselsdorf führt. Die Brücke über den früheren Stainzbach (nun: Oisnitz) wurde durch einen Durchlass ersetzt. Im Bahnhof stehen heute zwei Parallelgleise mit zwei Weichen für das Umsetzen der Lokomotive zur Verfügung.
Nach dem Abbiegen von der GKB-Strecke (früher: Verlassen des Vierschienengleises) überquert die Strecke auf einer Stahlbrücke den heutigen Lauf des Stainzbaches. Diese erst 1962 über das begradigte Bett des Stainzbaches gebaute Brücke ist der einzige größere Brückenbau der Stainzerbahn, die anderen nur kleinen Bäche werden über eine kleinere Brücke (Langwiesenbach kurz vor dem Bahnhof Stainz) oder gemauerte Durchlässe gequert.
Die Einmündung in das Vierschienengleis wurde damals durch ein Distanzsignal gesichert (aufklappbare rote Scheibe mit weißem Rand), welches das letzte Signal seiner Art in Österreich war. Bei ihm befand sich eine Gleisabzweigung (Stumpfgleis), deren Weiche über ein eigenes kleines Stellwerk gesteuert wurde. Das Distanzsignal wurde vom Bahnhof Preding-Wieselsdorf aus gestellt. Dieses Signal war auch das lange Zeit einzige Signal auf der Strecke der Stainzerbahn, auf der in der Regel nur ein Zug auf der ganzen Strecke verkehrte (ein ähnliches Signal beim Bahnhof Stainz wurde abgebaut). Es gibt auf der Stainzerbahn keine Schrankenanlagen oder Lichtsignaleinrichtungen, Eisenbahnkreuzungen werden durch Andreaskreuze oder händisch mit Fahnen gesichert. Das Stumpfgleis war von 1980 bis 1999 durch eine zweite Weiche ergänzt und zum Umsetzen der Lokomotiven verwendet worden, diese Weiche wurde wieder ausgebaut. Die Stainzerbahn besitzt keine hohen Bahndämme, tiefe Einschnitte oder sonstige umfangreichen Kunstbauten, sie verläuft vollständig am Rand des weiten, flachen Tales südlich des Stainzbaches.
Fünf Kilometern nach Preding-Wieselsdorf liegt an der Strecke die Haltestelle Kraubath (auch Kraubath bei Stainz, Kraubath in der Weststeiermark genannt, ursprünglich mit dem Namen „Gussendorf“ geplant). Dort befindet sich ein 1974 errichtetes Ausweichgleis, von dem ein weiteres Gleis in einen kleinen Lokschuppen führte. Darin war eine Draisine abgestellt. Dieser Lokschuppen beherbergt heute WC-Anlagen für die Passagiere des Flascherlzuges.
Bei den weiteren Haltestellen Neudorf bei Stainz und Herbersdorf befanden sich je ein Ladegleis, jenes von Neudorf wurde mangels Bedarf bald wieder abgetragen. Die Haltestelle Neudorf war erst 1900 errichtet worden, ursprünglich trug die Haltestelle Herbersdorf den Namen „Neudorf“. Über das Ladegleis bei Herbersdorf wurde einer der Hauptkunden der Bahn, die „Hans Gogg Mühle“ bedient. In den Gebäuden südlich der Haltestelle Herbersdorf befinden sich Mauerreste des früheren Schlosses Herbersdorf.
Bei km 10,972 kurz vor der Einfahrt in den Bahnhof Stainz zweigte ein 597 (nach anderen Angaben: 300, 393
oder „fast 400“) m langes Anschlussgleis zur Zündwarenfabrik in Stallhof ab. Dieser Gleisanschluss wurde nach Einstellung dieses Werkes 1927 nicht mehr benötigt, aber erst 1967 abgetragen.
Der Bahnhof Stainz liegt auf 325 m nur um 38 m höher als der Streckenbeginn. In ihm befand sich ein Stück Normalspurgleis, auf dem Normalspur-Güterwagen abgestellt und ent- bzw. beladen werden konnten, um die Rollböcke unterdessen neuerlich verwenden zu können. Der Bahnhof hat mehrere Abstellgleise, die in eine breite Remise münden.
Eigentümerin der Strecke ist die Marktgemeinde Stainz, die Grundstücke wurden teilweise mit dem Kauf aus dem Eisenbahnbuch in das allgemeine Grundbuch übertragen.

## Regulärer Betrieb

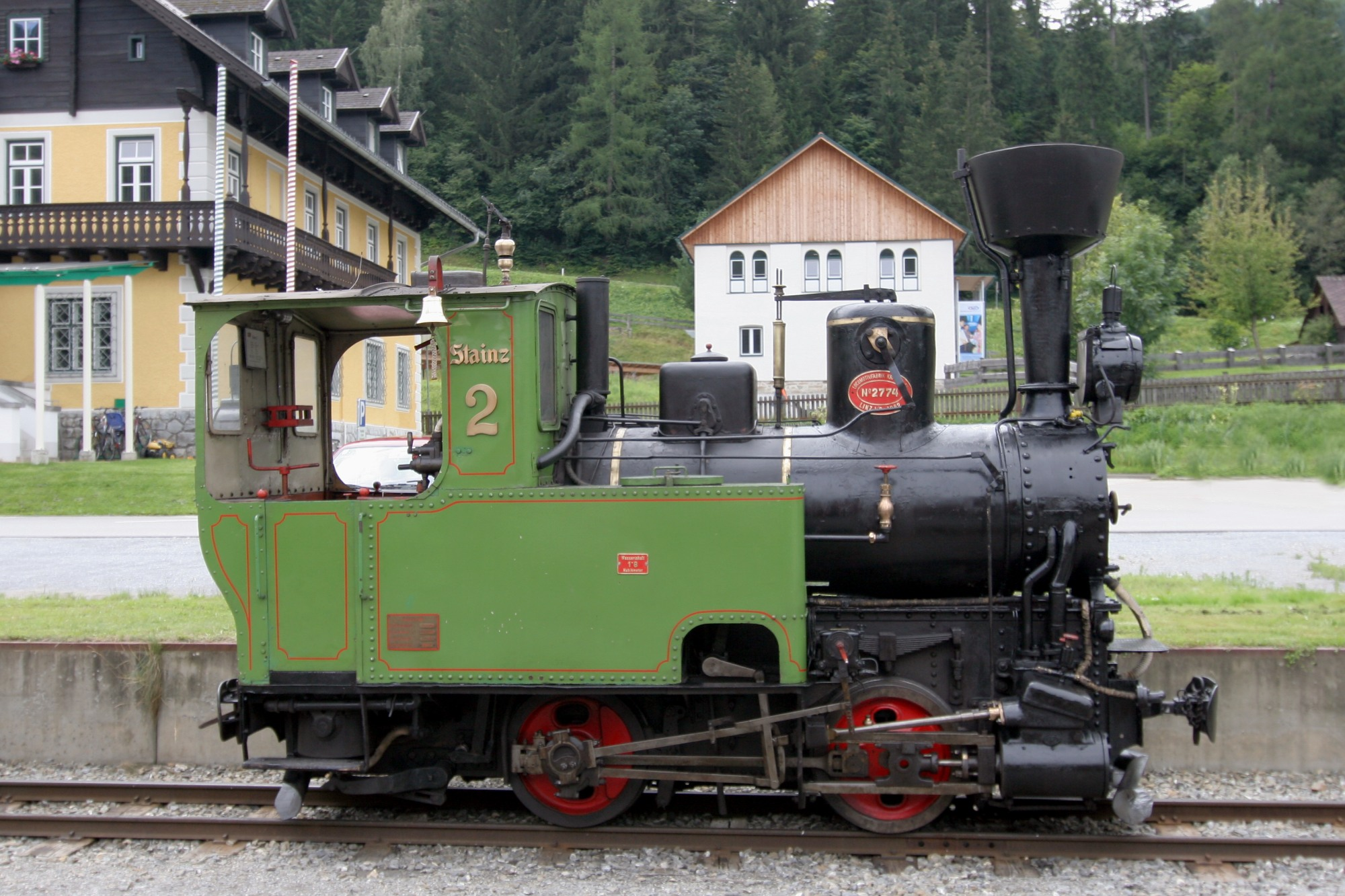
Die Originallokomotive 2 mit dem Namen „Stainz“ in Murau hinterstellt (2006)

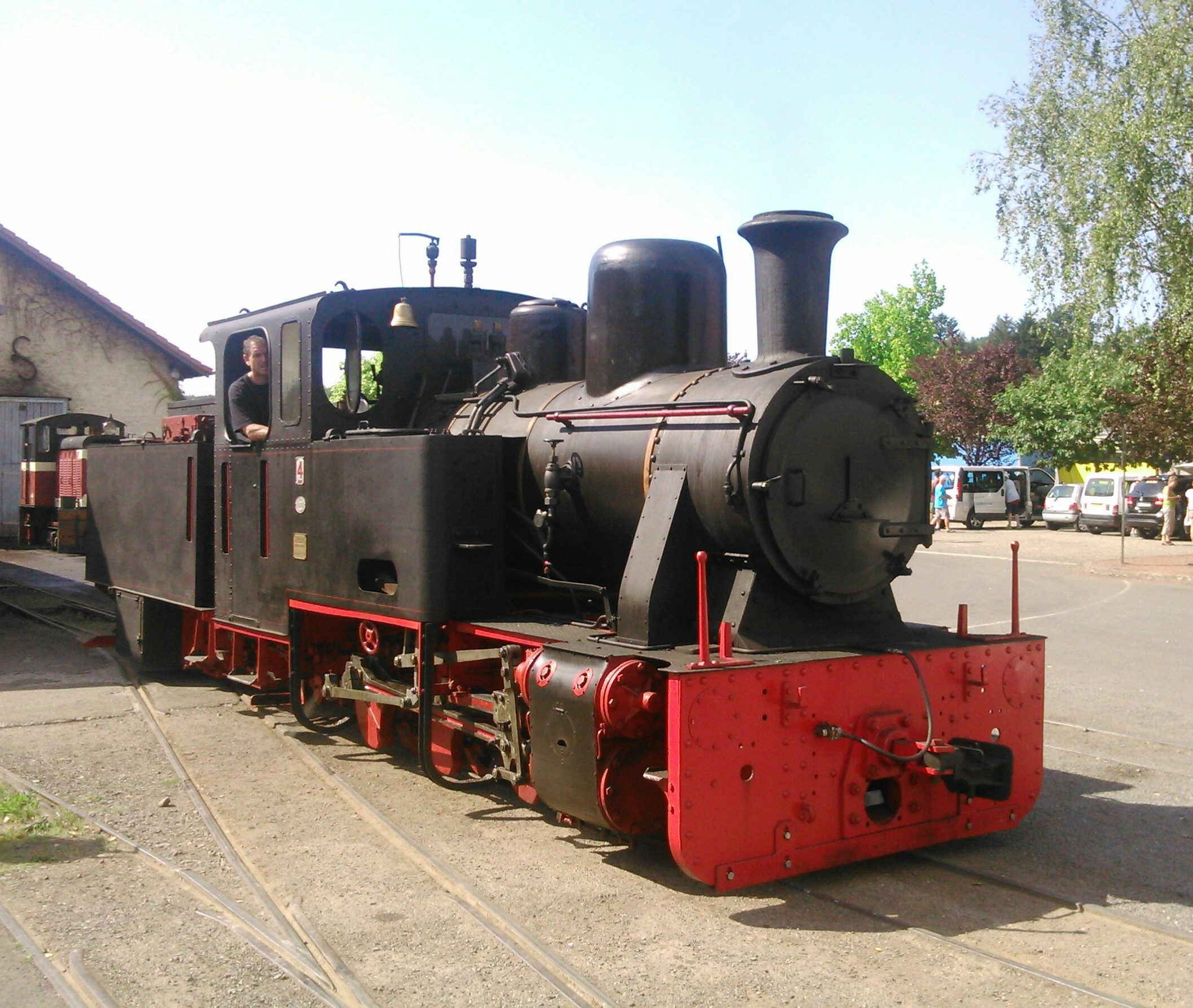
Die ehemalige Heeresfeldbahnlok HF 11810 in Abreschviller (2015)

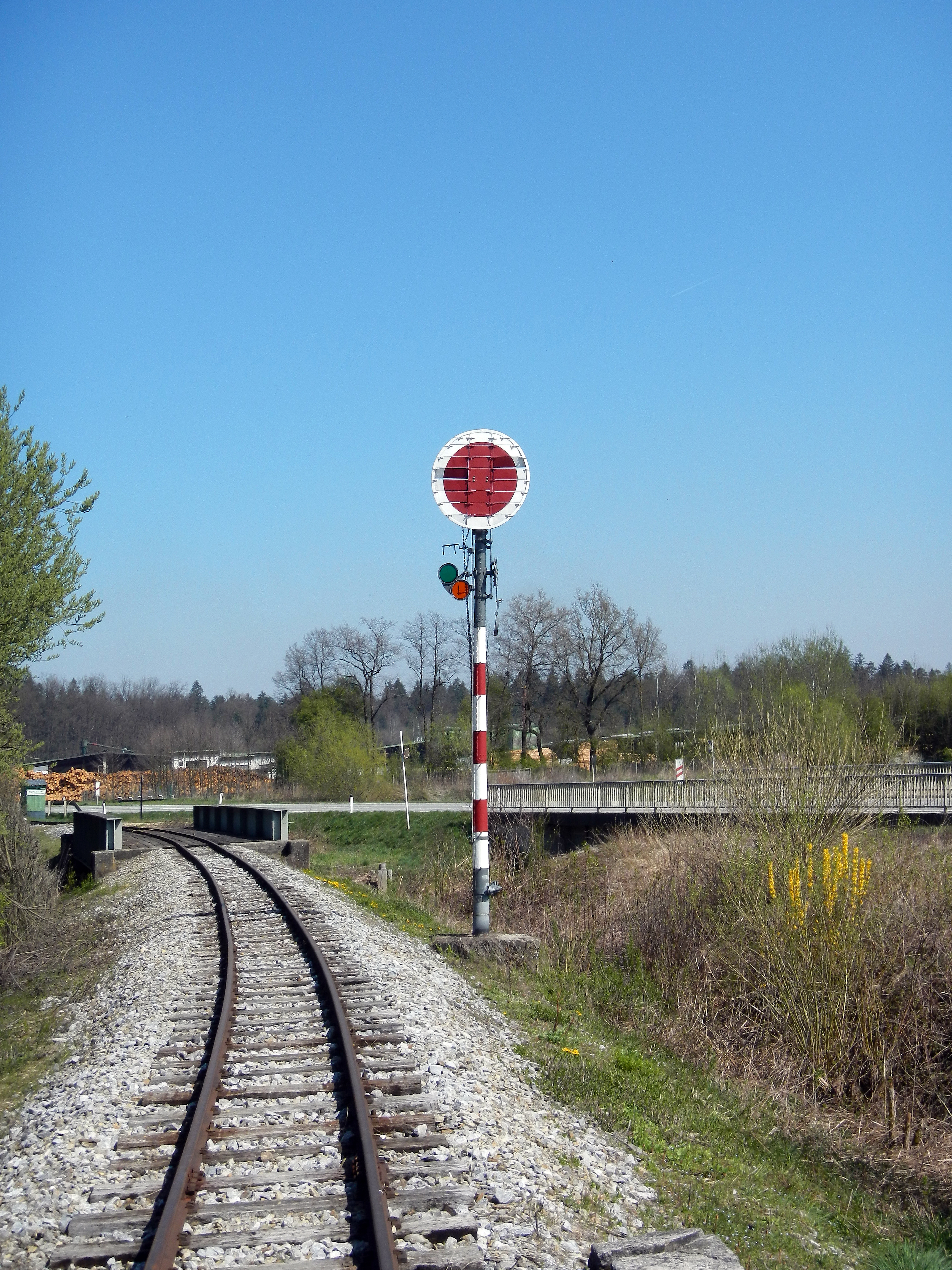
Das Distanzsignal in Wohlsdorf (2014)

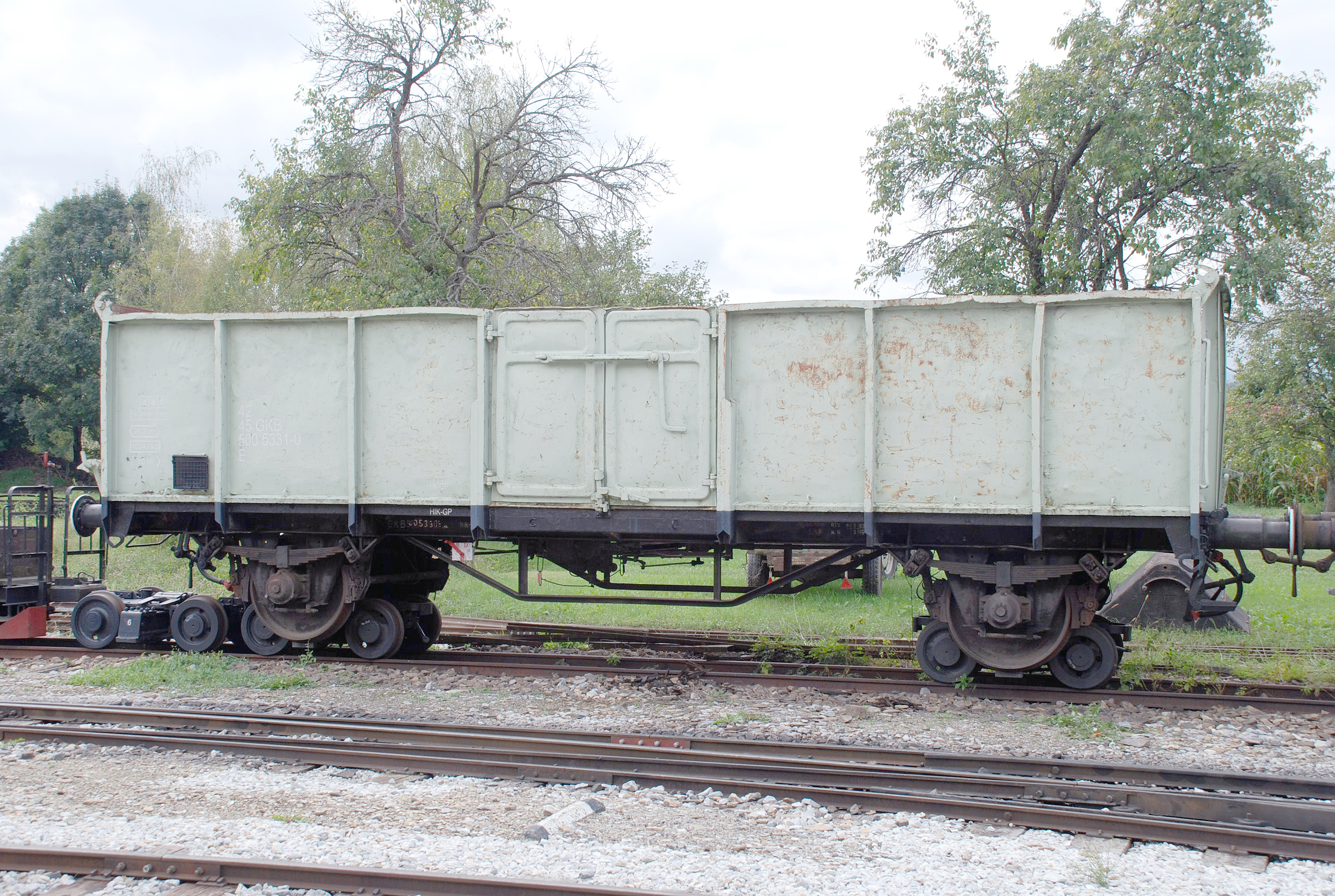
Auf Rollböcken aufgeschemelter Güterwagen im Bahnhof Stainz (2011)

Die Stainzerbahn war ein kleiner Bahnbetrieb. Sie verfügte anfangs nur über zwei zweiachsige, 12 t schwere Lokomotiven, die „Stainz“ und „Meran“ (nach der Familie Erzherzog Johanns, den Grafen von Meran) benannt waren. Sie waren baugleich mit den ersten beiden Lokomotiven der Salzkammergut-Lokalbahn. Im Regelbetrieb reichte eine Lokomotive für die Führung der Züge aus.
Züge waren als gemischte Züge für Güter- und Personenbeförderung vorgesehen, reine Güterzüge fuhren nur nach Bedarf. An Waggons waren ursprünglich zwei Personenwagen, zwölf Güterwagen (davon vier Kohlenwagen und zwei gedeckte Güterwagen) und zwei kombinierte Post- und Dienstwagen vorhanden. Die Lokomotive „Meran“ wurde mit 16. November 1942 an die Forstindustrie Lemberg abgegeben, für sie kam die Lokomotive 7912 von der Feistritztalbahn nach Stainz, die nach dem Unfall vom Dezember 1943 verschrottet werden musste. Weitere Lokomotiven kamen von der Thörlerbahn und aus Beständen der Heeresfeldbahn zur Stainzerbahn.
Auf der Strecke verkehrten zwei bis vier Personenzüge pro Richtung, an Ausflugstagen (Sonn- und Feiertage) allenfalls ein fünfter. Die höchste zulässige Fahrgeschwindigkeit betrug um 25 km/h, für Züge mit Rollböcken 15 km/h. Dies war auch die Streckenhöchstgeschwindigkeit in der Zeit, in der nur mehr Güterzüge verkehrten.
Bis 1922 wurde die Strecke von der Südbahngesellschaft betrieben, danach von den Steiermärkischen Landesbahnen. Es waren zu Beginn nur zwei Rollböcke vorhanden, sodass anfangs nur ein einziger zweiachsiger normalspuriger Güterwagen transportiert werden konnte. Später waren bis zu zwölf Rollbockpaare vorhanden, womit auch der Transport vierachsiger Güterwagen auf keine Schwierigkeiten mehr stieß. Die Bahn verfügte nach 1945 auch über einen normalspurigen Güterwaggon (Gw 533). Mit ihm konnte zwar nicht die Strecke befahren werden, aber es war möglich, mit (in Stainz eingeladenen) Gütern auf Rollböcken bis nach Preding-Wieselsdorf zu fahren, dort den Waggon abzuschemeln, ohne Umladen der Güter an Normalspur-Züge der Wieserbahn anzukoppeln und damit Transporte z. B. nach Graz abzuwickeln. Da dieser Wagen keine Bremsen hatte, konnte er ab den 1970er Jahren nur mehr eingeschränkt verwendet werden. Er wurde 2002 an das Eisenbahnmuseum Ampflwang abgegeben.
Die Stainzerbahn hatte einen schweren Unfall zu verzeichnen: Am 1. Dezember 1943 war ein Zug irrtümlich zu früh vom Bahnhof Preding-Wieselsdorf abgefahren, er prallte auf dem Vierschienengleis gegen einen Zug der Wieserbahn. Bei diesem Unfall wurde der Heizer, nach anderen Angaben der Lokomotivführer der Lokomotive der Stainzerbahn getötet. Die Lokomotive, die 1943 bereits gebraucht von der Industriebahn Ratten–Birkfeld zur Stainzerbahn gekommen war, wurde nicht wieder repariert, das Wrack blieb längere Zeit abgestellt, der Kessel wurde 1950–1959 in der Werkstätte Weiz als Heizkessel verwendet. Weitere Unfälle, die im Wesentlichen Entgleisungen waren, verliefen ohne Verletzte.
Drei weitere Waggons (ehemalige Triebwagengarnituren mit 71 oder 72 Plätzen) erhielt die Stainzerbahn von der Murtalbahn, welche die Wagen teilweise von der Salzkammergut-Lokalbahn übernommen hatte oder direkt von der SKGLB,
als nach dem Zweiten Weltkrieg bis 1951 noch Personenverkehr geführt wurde. Diese Wagen hatten sich bereits auf den anderen Strecken nicht bewährt, standen über Jahre im Bahnhof Stainz und wurden um 1961 verschrottet.
Von 1949 bis zum Ablauf der Kesselfrist 1967 wurde eine Heeresfeldbahnlokomotive vom Typ HF 110 C auf der Stainzerbahn verwendet, die HF 11810. Diese Lokomotive kam danach zur Waldbahn Abreschviller, wurde dort aufgearbeitet und ab ca. 1975 für Tourismuszüge verwendet. Ihr Tender blieb in Stainz.
Ab 1960 wurde der Betrieb mit zwei Diesellokomotiven geführt. Diese Lokomotiven stammen aus Beständen der Heeresfeldbahn und wurden 1943 gebaut. Eine davon war die Heeresfeldbahnlokomotive HF 130 C von Windhoff Nr. 753, später als VL 3 bezeichnet, die bis um 2000 im Einsatz war. Eine weitere Lokomotive, die VL 7, war die HF 130 C von Gmeinder Nr. 3143; sie kam nur sporadisch auf der Stainzerbahn zum Einsatz, zog aber einen Jubiläumszug anlässlich des 115-jährigen Jubiläums dieser Bahn.
Der Oberbau der Strecke stammt zum Teil von der nach 1961 abgetragenen Bahnstrecke Tschagguns–Partenen.

## Touristischer Betrieb

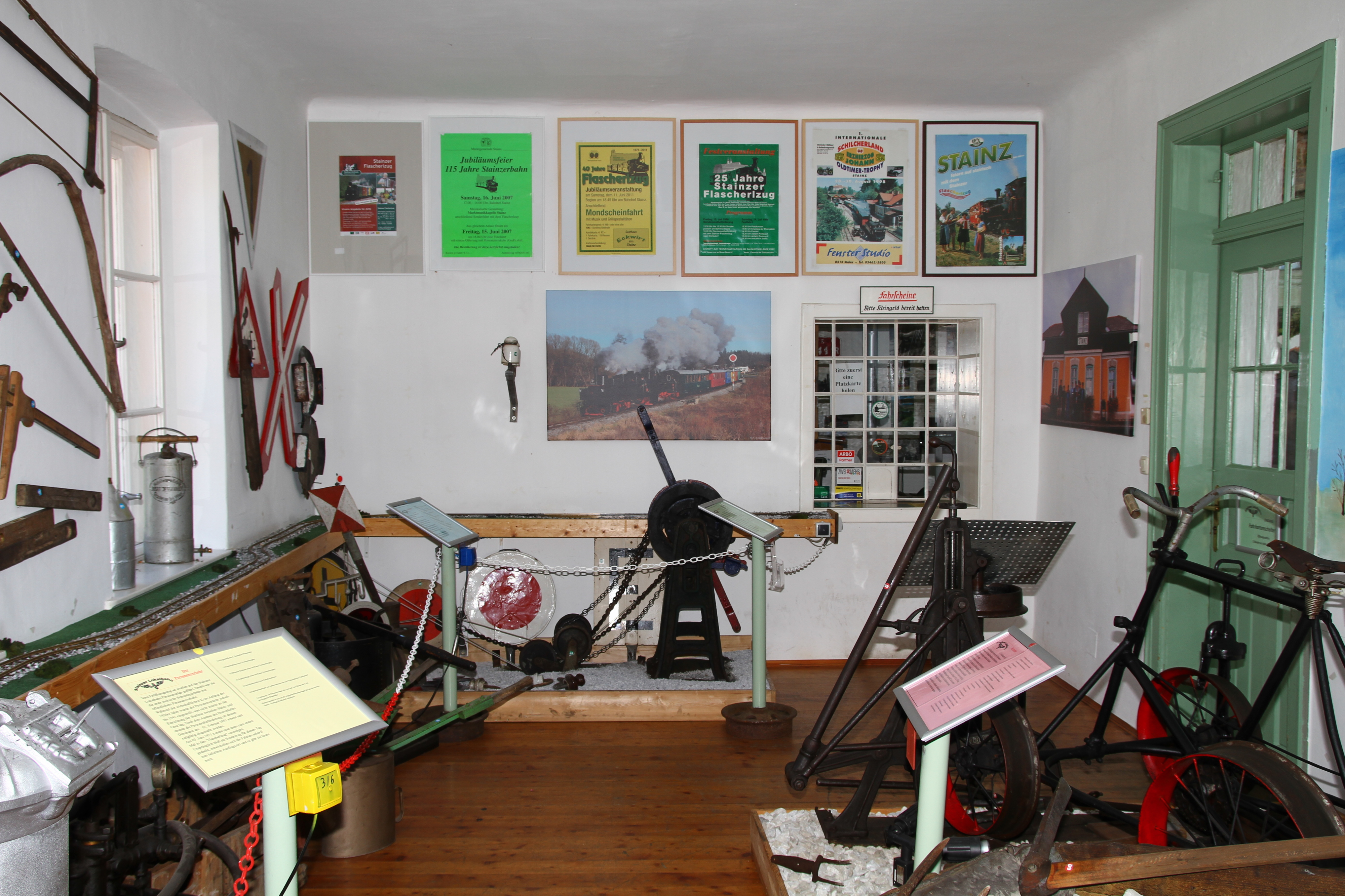
Eisenbahnmuseum im ehemaligen Personenwarteraum des Bahnhofs Stainz.

Nach der Einstellung des konzessionierten Betriebes 1980 wurden Wagen und Lokomotiven an andere Bahnen der Steiermärkischen Landesbahnen abgegeben. Die Wagen des Flascherlzuges stammen nicht aus dem Bestand der Stainzerbahn, sondern gehörten zu Schmalspurbahnen der Österreichischen Bundesbahnen, der Murtalbahn und der Zillertalbahn. Die zweiachsigen Wagen des Flascherlzuges entsprechen aber vom Typ her den ursprünglichen beiden Personenwagen der Stainzerbahn.
In den Jahren ab 1990 gab es beim Bahnhof Stainz auch eine kleine Feldbahnanlage, sie war am 9. September 1990 eröffnet worden. Eine Feldbahnlok, die JW 15, war 1989 von einem Ziegelwerk in Grafenstein übernommen worden. Diese Anlage war danach längere Zeit nicht in Betrieb. Sie wurde 2012/13 erneuert, 2014 war sie betriebsfertig und wurde mit Fahrten am 10. Mai wiedereröffnet. 2025 umfasste sie ca. 3,5 km Gleise, davon ein Rundkurs von ca. 1 km Länge. Ihre Fahrzeuge stammten teilweise aus einer Feldbahnanlage, die von Herrn Valdo Longo zunächst in Mooskirchen, dann in Edelsbach bei Feldbach aufgebaut worden war und die 2006 nach Stainz verkauft worden war. Eine der Lokomotiven war eine JW 20, die von Longo 1968 erworben worden war. Eine weitere Lokomotive, eine Ns 2 f mit ca. 6 t, stammt aus der ehemaligen Lokomotivfabrik Babelsberg bei Berlin, ein Wagen wurde 2025 restauriert und erhielt (als Erinnerung an die Gattin des Höllerhansls) den Namen Cäcilia. Das Sonderfahrzeug dieser Feldbahn bestand aus einer Kreissäge auf einem Feldbahnfahrgestell, die von einem Einzylinder-Dieselmotor von Warchalowski betrieben und zum Holzschneiden verwendet wurde. Das Gerät wurde in der Zeit der Betriebspause an das Grubenbahnmuseum Knappenberg verkauft.
Seit 2011 befindet sich eine aus Rumänien stammende Diesellok vom Typ FAUR L45H bei der Stainzerbahn. Sie wird als Reserve für die Führung der Flascherlzüge verwendet. In Stainz befindet sich auch noch ein kleiner Schneepflug und ein Wagen mit Einrichtungen zur Unkrautbekämpfung. Um Gebüsch am Rand der Strecke zu entfernen und neben den Gleisen einen Brandschutzstreifen freizuhalten, wird ein Traktor mit einem mobilen Mähwerk auf einen Flachwagen verladen und mit einer Lokomotive langsam vorwärts bewegt. Schon davor war 1990 eine Diesellokomotive der Serie JW100 der Jenbacher Werke aus Beständen der Böhlerwerke in Kapfenberg zur Stainzerbahn gekommen.
Für den Gastronomiebetrieb wurden im Bahnhof Stainz am 20. Juli 2017 zwei Normalspur-Personenwagen aufgestellt: Ein ehemaliger, 23 Meter langer Waggon der Steiermärkischen Landesbahnen auf der Strecke Gleisdorf–Weiz wird als Restaurantraum verwendet, ein bisheriger ca. 14 Meter langer zweiachsiger Personenwaggon aus Knittelfeld als Schauküche mit kleiner Stube. Dieser Waggon wurde vom Bahnhof Preding-Wieselsdorf mit einer Dampflokomotive auf Rollböcken der Stainzerbahn nach Stainz gebracht.

## Flascherlzug

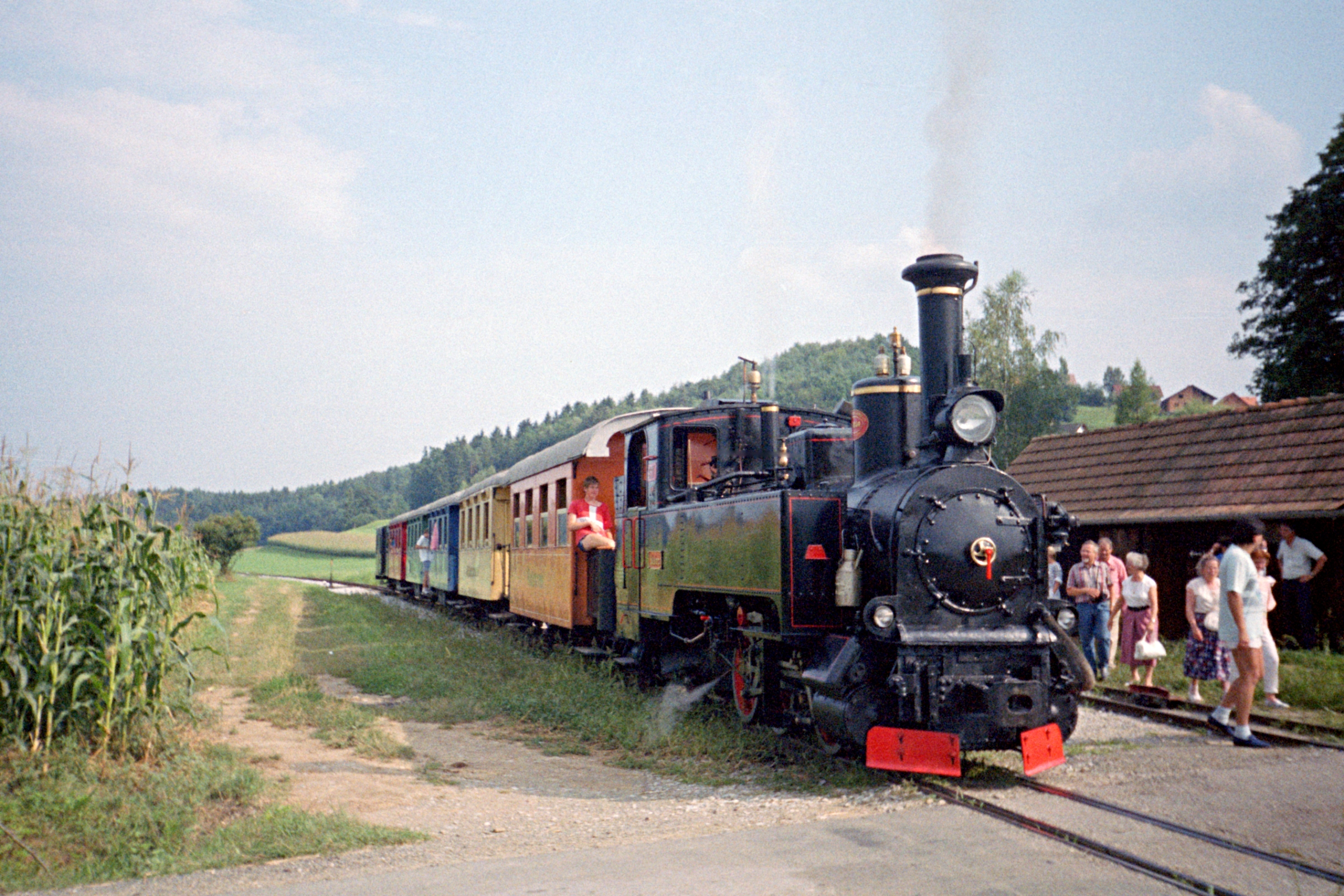
Der „Flascherlzug“ mit Lok S11 in Kraubath, 1988

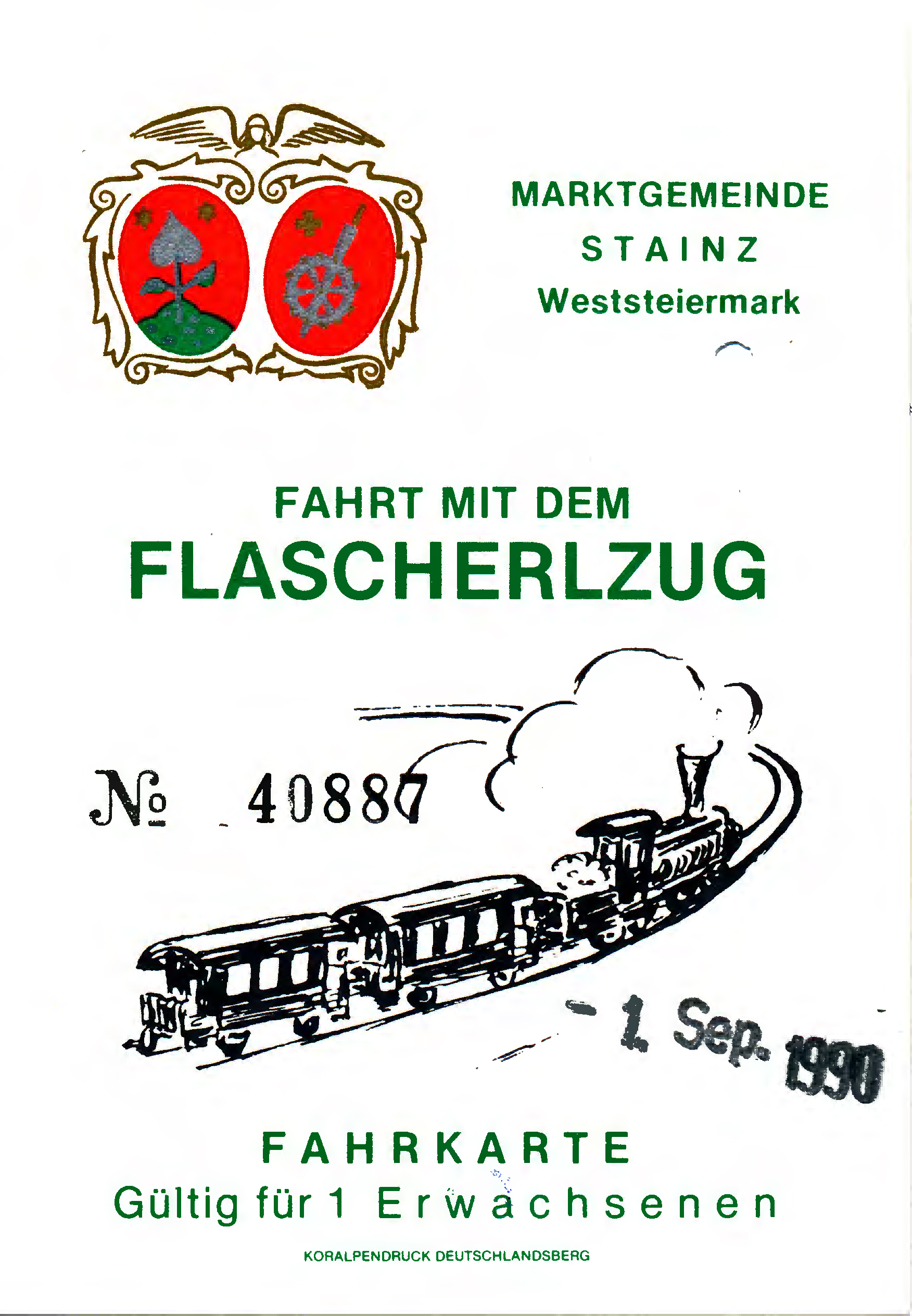
Am 1. September 1990 abgefahrener Fahrschein

### Betrieb
Nach einer erfolgreichen ersten Sonderfahrt am 3. Juni 1971 fanden regelmäßig weitere Fahrten statt,
am 3. August 1971 wurde ein beschränkt öffentlicher Personenverkehr wieder aufgenommen Die dafür notwendigen Personenwagen waren durch die Stainzer Faschingsgilde renoviert worden. Nach Erlöschen der Konzession für die Eisenbahnstrecke wurden die Sonderfahrten ab 9. Mai 1981 von der Marktgemeinde Stainz weitergeführt. Sie wurden als „Flascherlzug“ zu einer permanenten Einrichtung und beliebten Fremdenverkehrsattraktion mit rund 20.000 Fahrgästen jährlich in der Region (in der Jubiläumssaison 2012 verzeichnete man etwa 26.000 Fahrgäste).
Die Strecke war von der Gemeinde Stainz zunächst gepachtet und 1994 gekauft worden. Sie wird auf der Grundlage des Veranstaltungsgesetzes betrieben („Ringelspielkonzession“). Es besteht daher keine Betriebspflicht, wie es bei öffentlichen Bahnen der Fall wäre.
Der Name des heutigen Touristenbummelzuges „Stainzer Flascherlzug“ ist keine Neuschöpfung, sondern war bereits in den 1920er Jahren gebräuchlich. Sein Name kommt aus der Zeit des „Wunderdoktors“ Höllerhansl (1866–1935), der den Ruf hatte, aus dem bloßen Betrachten des Urins Krankheiten erkennen zu können und in Marhof in der Nähe von Stainz lebte. Aus diesem Grund reisten viele Kranke mit einem Fläschchen (Flascherl) Urin an, was dem Zug zu diesem Namen verhalf. Er kommt bereits im Höllerhansl-Lied, das 1922 von Friedrich Moser geschrieben wurde, vor. Da vom Höllerhansl häufig Tees zur Behandlung der Beschwerden angeboten und die Patienten mitgegeben wurden, erhielten die von Stainz nach Preding zurückführenden Zuge den scherzhaften Namen „Tee-Zug“ in phonetischer Anlehnung an die D-Züge der Normalspurbahnen.
Zwischen April und August sowie im November verkehrt der Stainzer Flascherlzug jeweils nachmittags an Samstagen, Sonn- und Feiertagen. Im September und Oktober verkehrt er an Freitagen nachmittags sowie an Samstagen, Sonn- und Feiertagen vormittags und nachmittags. Ausgangs- und Endpunkt der Fahrten ist Stainz. Der Fahrpreis beinhaltet den Eintritt in das kleine Eisenbahnmuseum. Ein Kinderwaggon und ein Buffetwaggon, die „Schilcherschaukel“, werden mitgeführt. Darüber hinaus kann der „Stainzer Flascherlzug“ für Veranstaltungen und Sonderfahrten gebucht werden. Eine Fahrt dauert etwa 50 Minuten, für Hin- und Rückfahrt ist einschließlich der Pausen bzw. des Rangierens der Lokomotive mit zwei bis drei Stunden zu rechnen. Wenn nur wenige Voranmeldungen vorliegen (etwa bis 30 Personen) oder keine Dampflok einsatzbereit ist, werden die Züge dennoch (allenfalls nur als kurze Fahrt nach Kraubath und zurück) gefahren, wobei keine Dampf-, sondern eine Diesellokomotive eingesetzt wird.

### Zugzusammenstellung

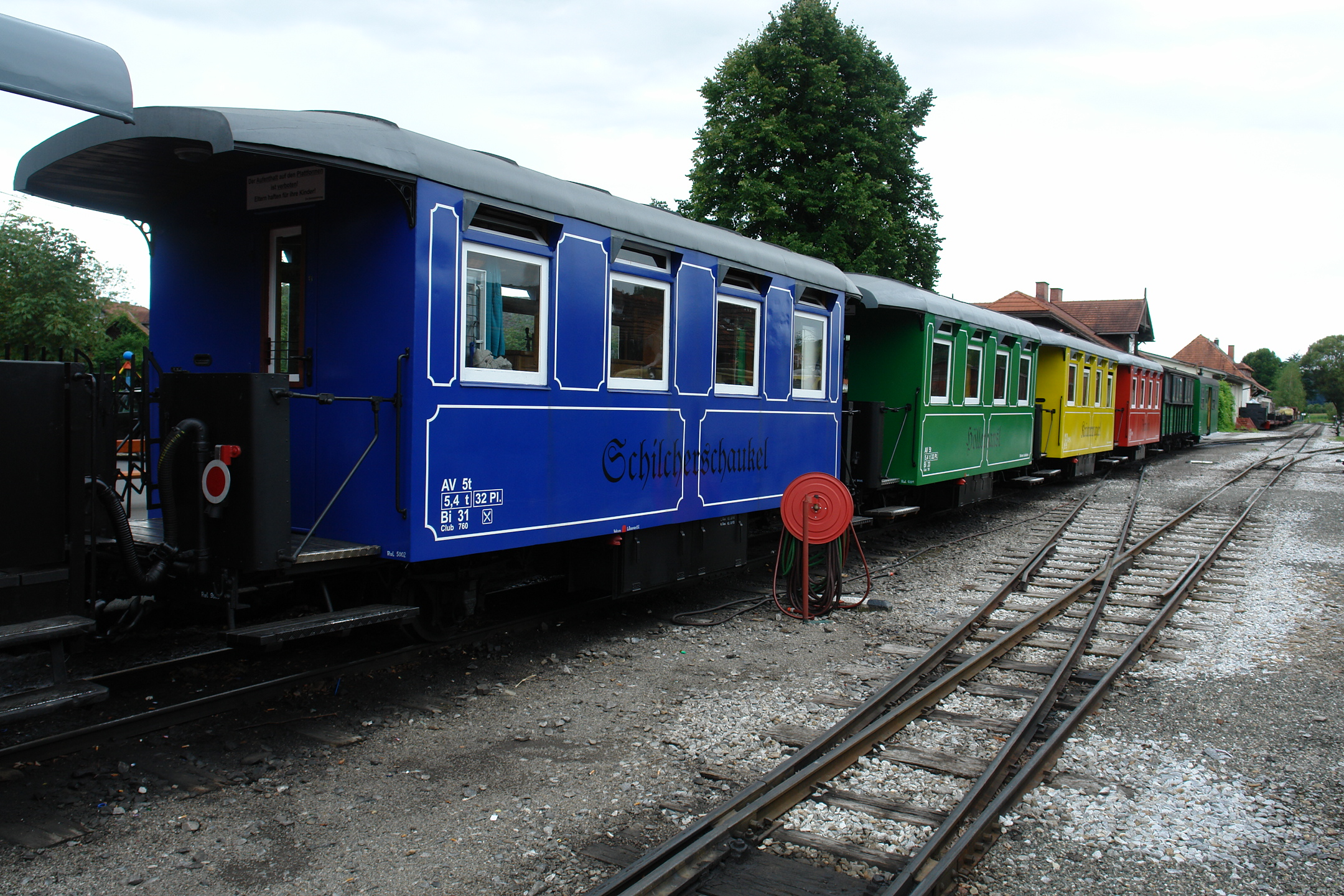
Buffetwagen Schilcherschaukel (blau) sowie Personenwagen Höllerhansl (grün) Kräuterwagerl (gelb) und Bergliesl (rot)

Die klassische Zugzusammenstellung des Flascherlzuges besteht aus
- Generatorwagen
- Höllerhansl (grün, nach Johann Reinbacher)
- Kräuterwagerl (gelb)
- Bergliesl (rot, nach der für den Höllerhansl tätigen Kräutersammlerin Elisabeth Strametz)
- Schilcherschaukel (blauer Buffetwagen)

Bei Bedarf werden auch die großen Waggons angehängt:
- Erzherzog Johann (rot)
- Ölspur (grün)
- zwei vierachsige Personenwagen.[60]

Darüber hinaus verfügt der Betrieb noch über zwei grün lackierte namenlose Personenwagen.
In den Ferien gibt es Kinderunterhaltung im
- Kinderwaggon (bunt)

Es gab in den Jahren 1980 bis 1994 auch noch den Wagen Rosenkogel in oranger Farbe, der 1978 von der Murtalbahn (dort als C 214 bezeichnet, gebaut 1901) zur Stainzerbahn gekommen war und seit 1994 wieder als einer der beiden grünen Wagen die ursprüngliche Farbe trägt.

## Lokomotiven

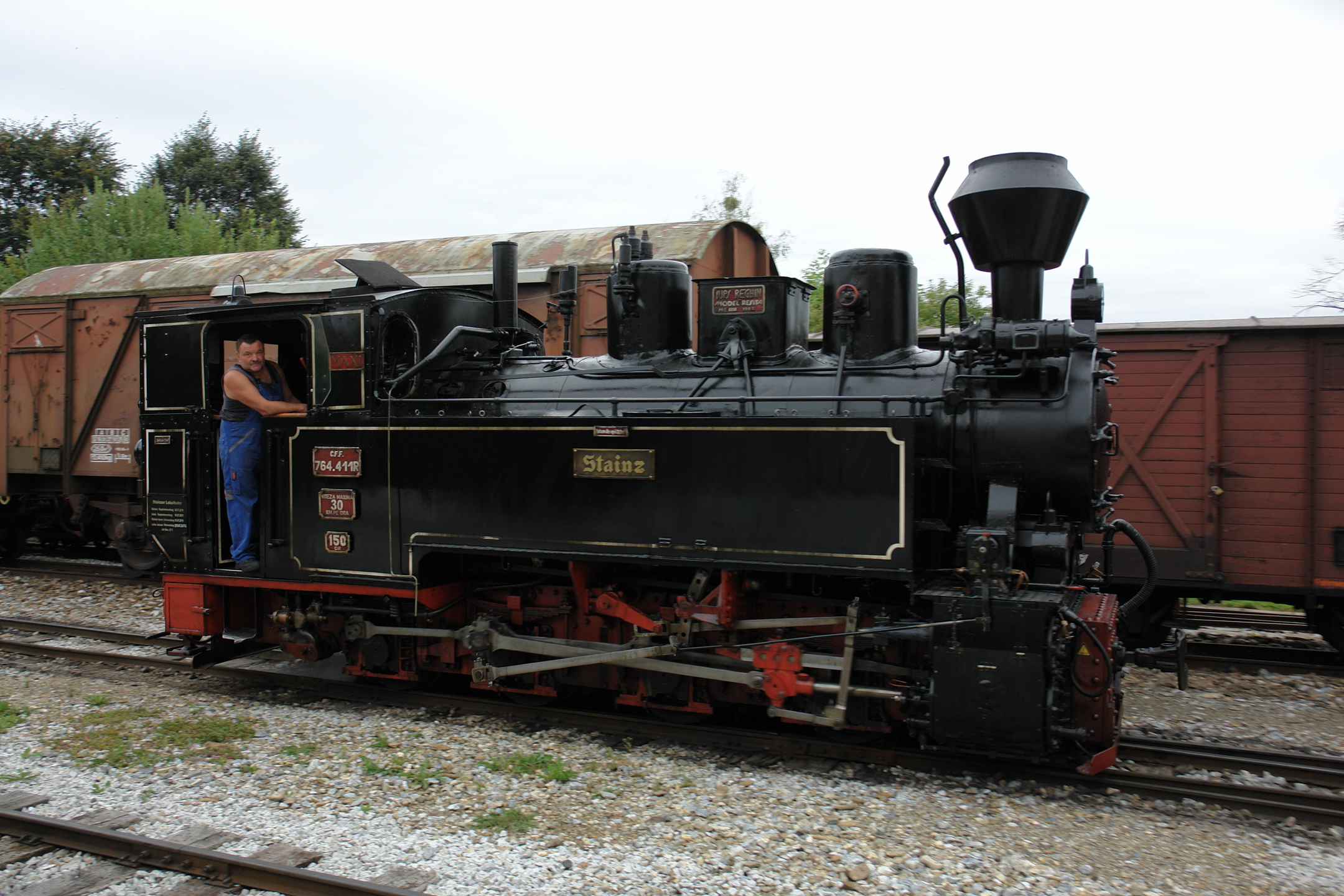
CFF-Dampflok 764.411R aus 1958 (2016)

Bis 2000 wurde der Flascherlzug hauptsächlich mit der von der Salzkammergut-Lokalbahn stammenden Lokomotive S11 geführt. Da diese mit einem Kesselschaden abgestellt werden musste, kamen danach bis 2010 die von einer rumänischen Waldbahn stammende Dampflokomotive 764.411R - Reghin und als Reserve eine ungarische Diesellok (Reihe Mk48) zum Einsatz. Die Dampflokomotive wurde ab 2011 für eine Hauptuntersuchung abgestellt. Eine weitere, zeitweise eingesetzte Reserve (so z. B. beim Sonderzug 100-Jahre-Stainzerbahn 1992) bildete die Lokomotive ÖAM 170.1, gebaut 1938 in der Wiener Lokomotiv-Fabrik Floridsdorf (Produktionsnummer 3150), die 2017 nach Russland in ein Verkehrsmuseum in Jekaterinburg verkauft wurde. In den Jahren 2011 bis 2014 wurde der Flascherlzug von einer Lokomotive der Baureihe U, der 298.56 geführt, die von der Taurachbahn geliehen wurde. Ab 2015 wird wieder auch die Lok 764.411R eingesetzt, sie kehrte am 9. Juli 2013 nach ihrer Hauptuntersuchung im Werk der S.C. Calea Ferata Ingusta SRL in Crișcior in Rumänien nach Stainz zurück. Diese Lokomotive wurde 2018 so umgebaut, dass die notwendigen Kohlenvorräte nicht mehr auf der Lokomotive selbst mitgeführt werden müssen, sondern dafür der bei der Stainzerbahn ohnedies vorhandene Tender der ehemaligen Lokomotive HF 11.805 angekuppelt werden kann. Es können damit 2,5 t Kohle mitgeführt werden, was die Führung der manchmal bis zu 10 Wagen langen Züge erleichtert
2013 kam auch die Dampflokomotive 298.05 aus der Reihe U zur Stainzerbahn. Diese Lokomotive sollte vorerst rollfähig äußerlich restauriert werden und als Denkmallok dienen. Sie ist leer 19 Tonnen schwer, hat ein Dienstgewicht von 24,5 t und wurde 1898 von der Lokomotivfabrik Krauss in Linz gebaut (Fabriksnummer KrL 3804/1898, Bauart C1t-n2). Die Lokomotive war auf der Ybbstalbahn, der Pinzgaubahn und der Bregenzerwaldbahn verwendet worden, ehe sie bis 30. März 1973 auf der Steyrtalbahn fuhr. Danach war sie als Denkmallokomotive in Knittelfeld aufgestellt. Ihre tatsächliche Wiederinbetriebnahme wurde mit Kosten von etwa 80.000 Euro veranschlagt, deren Aufbringung nicht gesichert werden konnte. Die 298.05 wurde 2018 an die Steyrtalbahn abgegeben und war damit nur vom 30. Jänner 2013 bis 23. August 2018 in Stainz.
Im Mai 2018 wurde die Dampflokomotive 764.007 von der Steyrtalbahn nach Stainz überstellt. Sie war ursprünglich (wie auch die Lok 764.411R) für die rumänischen Waldbahnen CFF gebaut worden und später für die ÖGEG gefahren, aber zuletzt über ein Jahr abgestellt gewesen. Die Lok wurde von der Gemeinde Stainz gekauft, sie soll den Dampfbetrieb des Flascherlzuges absichern helfen, der mit der bisher einzigen Lokomotive auf Dauer nicht sicherzustellen war. Die zusätzliche Lokomotive wurde 1958 in Reșița gebaut, sie wiegt leer 20 Tonnen, ihre Höchstgeschwindigkeit liegt bei 30 km/h.
Als Betriebsreserve der Stainzerbahn dienen einige Dieselloks.
Für den Verschubdienst und kleinere Arbeiten kommt eine zweiachsige dieselmechanische Industriebahnlok Typ O&K MV8 (Achsfolge B, O&K Dortmund, 25429/1953) seit 1990 als „D6“ in Stainz zum Einsatz. Weiters befinden sich noch einige Schienendraisinen in Stainz, darunter die ehemaligen ÖBB-Draisinen Baureihe X626.195 und X626.205, die von Normalspur auf 760 mm umgebaut werden mussten, sowie zwei Schmalspur-Draisinen ÖBB X610.907 und X616.911.
Im Jahr 2000 wurde die „D7“ (Zweitbesetzung; ex MÁV-Baureihe Mk48 2019; Bj. 1961) von der Zillertalbahn übernommen. Leider überzeugte sie mit ihrer geringen Leistung weder in Tirol noch auf der Stainzerbahn, weshalb sie nur vor leichten Zügen angetroffen und 2022 zur Waldbahn Királyrét–Kismaros in Ungarn abgegeben wurde.
Danach erwarb die Marktgemeinde Stainz im Jahr 2010 die ca. 500 PS starke FAUR L45H-070 von der rumänischen Schmalspurbahn S.C. Calea Ferata Ingusta S.R.L. in Criscior bei Brad. Seit ihrer Zulassung im Mai 2012 kommt sie im Museumsverkehr der Stainzerbahn sowie fallweise im Arbeits- und Bauzüge oder als Vorspann oder Abschlepplok zum Einsatz. Die L45H-070 trägt, mittlerweile mustergültig aufgearbeitet, noch die Farbgebung bordeauxrot-weiß der rumänischen Industriebahn Hunedoara-Ghelari, auf der sie zuvor eingesetzt war.
Als Ersatz für die Lok D7 traf Ende Jänner 2022 die Diesellok D8 in Stainz ein. Sie wurde 1967 von Orenstein & Koppel gebaut und davor von der Zillertalbahn betrieben. Die Lok wiegt 36 Tonnen und ist mit 600 PS stärker als die bisherigen Lokomotiven. Sie ist ab Saisoneröffnung 2022 für die Flascherlzüge unter der Woche vorgesehen, während sonn- und feiertags der Betrieb wie bisher mit Dampflokomotiven, vorrangig mit der 764.007, geführt werden soll.

## Weitere Waggons beim Flascherlzug-Betrieb

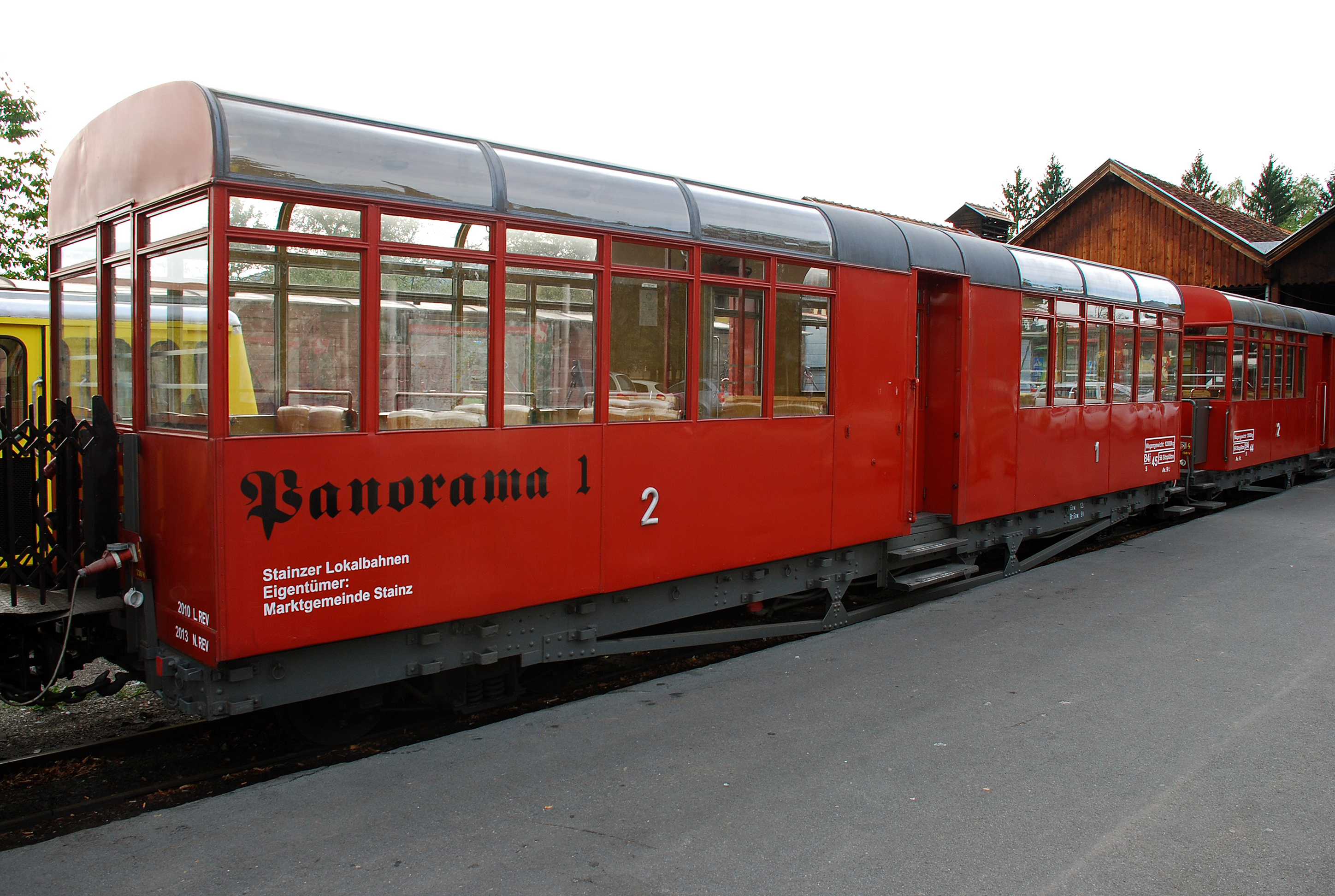
Panoramawagen ex Zillertalbahn

Zwei Panoramawagen waren 2008 von der Zillertalbahn übernommen worden und gehörten sieben Jahre lang zum Wagenbestand des Flascherlzuges. Sie wurden 2015 an die Šarganska osmica, eine Schmalspur-Tourismusbahn in Serbien verkauft.
Statt dieser Aussichtswagen kamen zwei grün-weiß lackierte vierachsige Waggons von der Taurachbahn zur Stainzerbahn. Diese Wagen stammen aus Beständen der ehemaligen Heeresfeldbahn, aus einer 1940 bis 1943 gebauten Serie von sechs Stück, die von den Österreichischen Bundesbahnen übernommen worden waren und (renoviert 1963/65) auf deren Schmalspurbahnen eingesetzt wurden. Sie waren vom Linke-Hoffmann-Waggonbau in Deutschland gebaut, wiegen 13,5 Tonnen und sind mit Standheizung und 24-Volt-Beleuchtungsanlage ausgestattet. Anfang 1997 kamen sie zum Club 760 und fuhren ab 1998 auf der Taurachtalbahn.

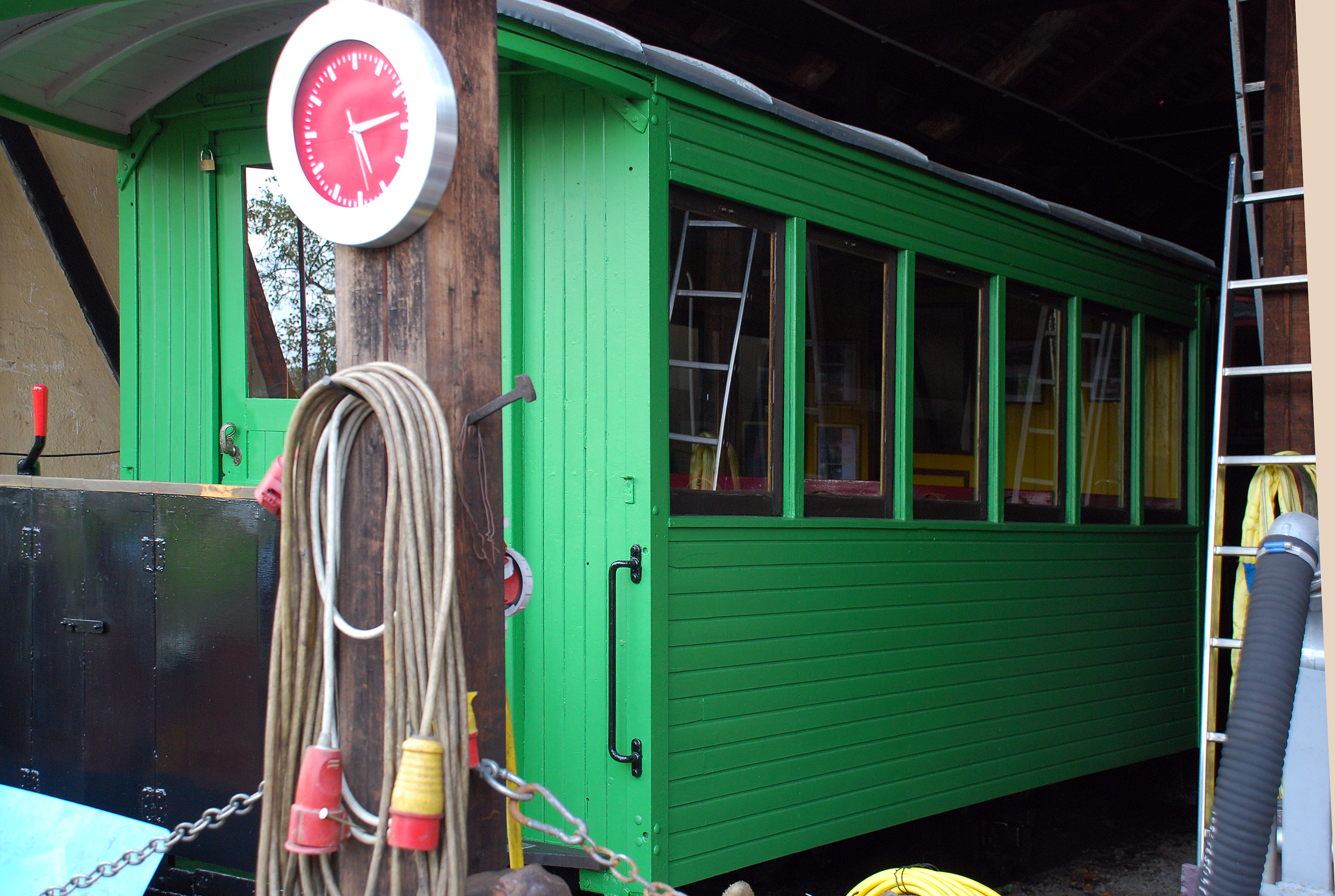
Personenwagen ex Waldbahn Deutschlandsberg

Im Juli 2013 kam der Personenwaggon der ehemaligen Waldbahn Deutschlandsberg zum Wagenbestand des Flascherlzuges. Dieser Waggon wurde 1913 von den Ringhoffer Werken in Prag für die Lokalbahn Mixnitz–Sankt Erhard gebaut und kam 1930 (Ankauf 1931) zur Waldbahn Deutschlandsberg. Nach deren Einstellung war er bis 1982 in einem Kindergarten in Deutschlandsberg als Spielgerät aufgestellt, wurde danach restauriert und zur Gurktalbahn gebracht, wo er zu den Wagen der Dampfbummelzüge gehörte. Mit Unterstützung durch die Gemeinde Stainz wurde er gegen einen anderen Personenwagen des Flascherlzuges getauscht. Der Wagen gehört zur Serie C (das bezeichnet einen Wagen 3. Klasse), er hatte ursprünglich die Wagennummer 1 und die Fabrikationsnummer 83265. Der Wagen wiegt 3715 kg (nach anderer Quelle 3750), er ist 6,7 m lang und hat 18 Sitzplätze. Dieser Waggon wird bei Sonderzügen eingesetzt, mit ihm und den ebenfalls noch vorhandenen Holztransportwagen können auch Züge der Deutschlandsberger Waldbahn nachgestellt werden.
Zum ursprünglichen Betrieb der Stainzerbahn 1892 gehörte auch ein Post- und Kondukteurswagen. Dieser Waggon war bis 1951 in Stainz stationiert, er kam dann zur Feistritztalbahn und zur Murtalbahn. 2016 wurde er von der Marktgemeinde Stainz und dem Freundesverein der Stainzerbahn um 6000 € gekauft und wurde für das 125-Jahr-Jubiläum der Bahn 2017 aufbereitet.
Im Februar 2020 erhielt die Stainzerbahn von der Lokalbahn Mixnitz-St. Erhard einen Kesselwagen (Zs 3). Der Wagen war um 1935 für die Eisenbahn in der Mülldeponie Bruckhaufen in Wien als Mülltransportwagen geliefert worden, sein Fahrgestell hatte die MWF Simmering gebaut, den Aufbau die Fa. Franz Hog, Straßenreinigungsmaschinen in Wien-Perchtoldsdorf. Nach der Ausmusterung kam er über die Schrottfirma Matejka nach Mixnitz und wurde gemeinsam mit dem fast baugleichen Zs 4 zum Kesselwagen für Heizöltransporte zum Magnesitwerk umgebaut.